# Цеблів
Цеблів — село в Україні, у Белзькій міській громаді Шептицького району Львівської області. Населення становить 312 осіб.

## Назва
За роки радянської влади село в документах називали «Цебрівка». 1989 року селу повернули історичну назву.

## Історія
Село детально описане в королівській люстрації 1565 року.
На 01.01.1939 у селі мешкало 940 осіб (920 українців-греко-католиків, 15 українців-римокатоликів, 5 поляків).
Після Другої світової війни село опинилося у складі Польщі. 6-15 липня 1947 року під час операції «Вісла» польська армія виселила з Цеблова на щойно приєднані до Польщі північно-західні терени 24 українців. У селі залишилося 9 поляків.
За радянсько-польським обміном територіями 15 лютого 1951 року село передане до УРСР, а частина польського населення переселена до Нижньо-Устрицького району, включеного до складу ПНР.

## Релігія
- дерев'яна церква Святих Безсрібників Косми і Дам'яна (1871, пам'ятка архітектури, монументального мистецтва національного значення)

## Населення

### Мова
Розподіл населення за рідною мовою за даними перепису 2001 року:
| Мова            | Кількість | Відсоток |
| --------------- | --------- | -------- |
| українська      | 307       | 98.40%   |
| російська       | 2         | 0.64%    |
| інші/не вказали | 3         | 0.96%    |
| Усього          | 312       | 100%     |

## Відомі люди
Народилися
- Олімпія Біда (1903—1952) — українська монахиня зі Згромадження Св. Йосифа. Проголошена Блаженною.
- Дам'ян Богун (1910—2008) — священник-василіянин, педагог, історик, архівіст, журналіст; в'язень ГУЛАГу; підпільний протоігумен провінції Найсвятішого Спасителя (1972—1987).

Померли
- Кирило Селецький (1835—1918) — відомий священник УГКЦ, засновник перших двох жіночих апостольських монаших згромаджень в Галичині: Згромадження сс. Служебниць Пречистої Діви Марії та Згромадження сс. св. Йосифа Обручника Пречистої Діви Марії. Довголітній парох села Жужіль і дочірньої церкви в Цеблові.